# 七折鍾乳洞

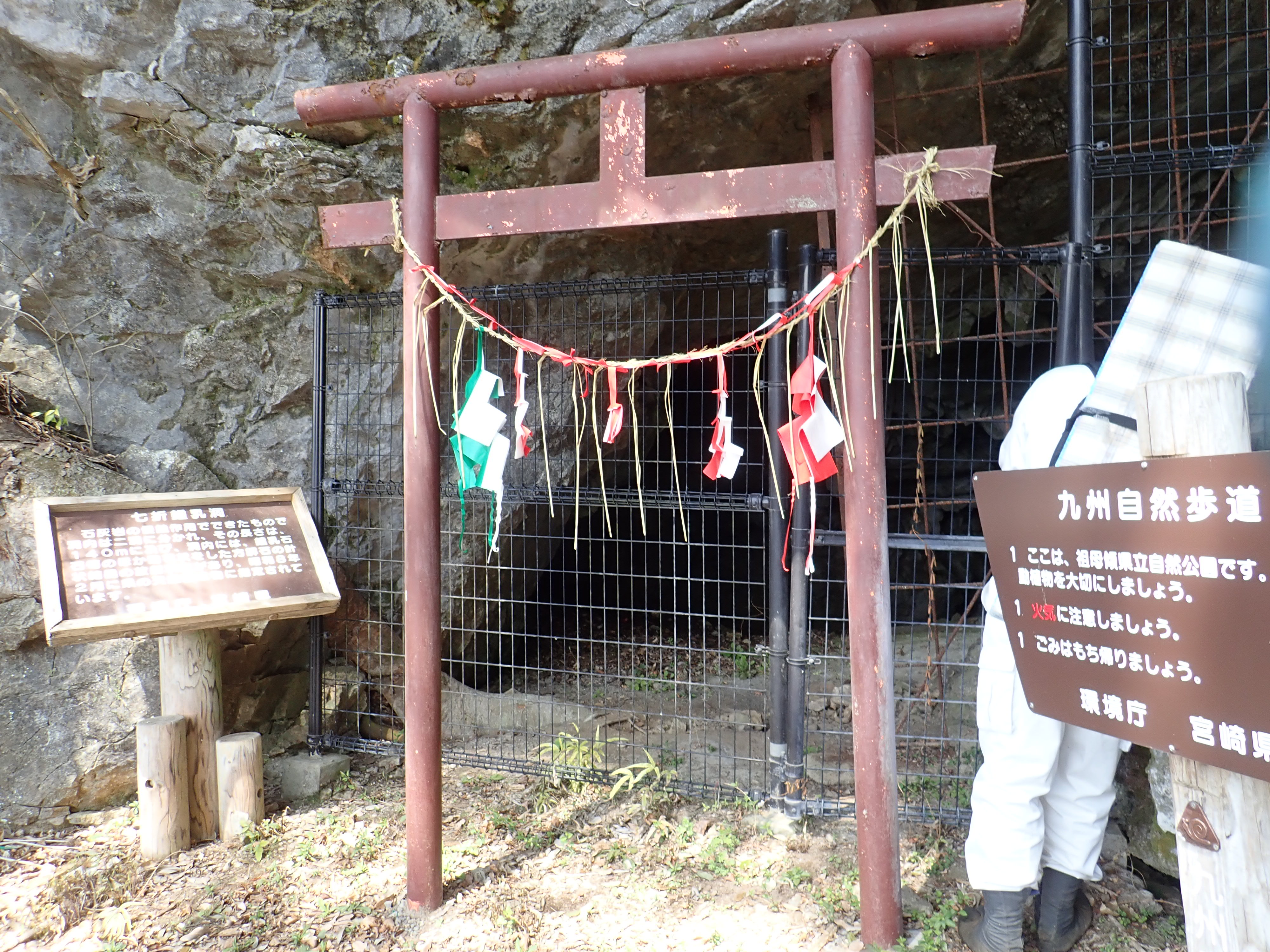
鳥居が立つ洞口

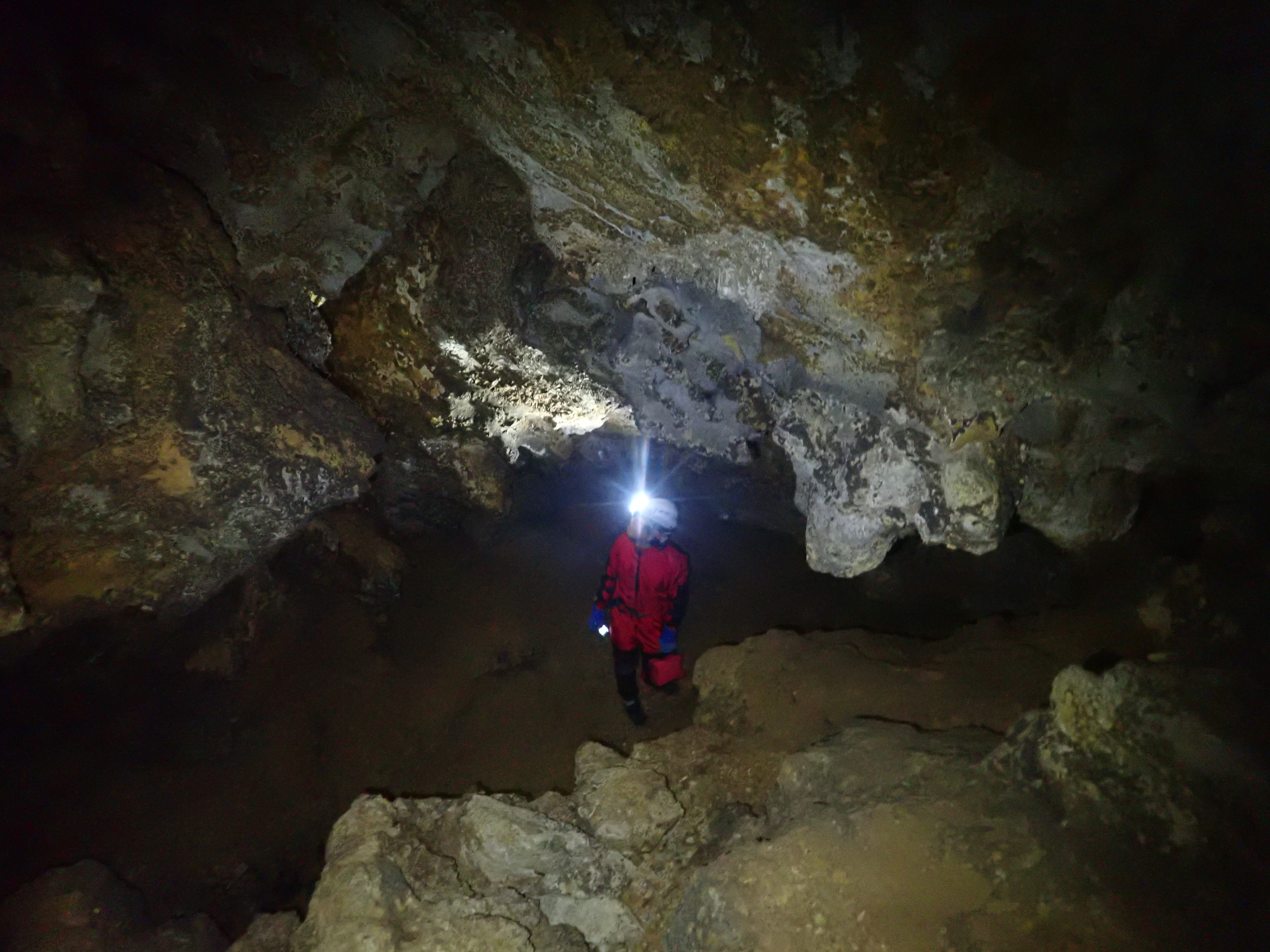
七折鍾乳洞の洞内の様子

七折鍾乳洞（ななおれしょうにゅうどう）は宮崎県日之影町にある鍾乳洞。国の天然記念物に指定されている。

## 概要
宮崎県西臼杵郡日之影町徳富の上野岳（かみのだけ、標高745 m）中腹の崖に開口する全長140 mの鍾乳洞である。1933年（昭和8年）2月28日付けで国の天然記念物に指定された。

## 特徴
七折集落付近の上野岳東南面7合目付近の中腹に開口しており、アプローチには急峻で険しい九州自然歩道を登る必要がある。洞口は施錠管理されており、入洞許可を要する。洞口ホールからは斜洞となっており南方方向に110 mに渡って主洞が延びており洞奥は30 cmの狭洞となって終わる。途中5 mの急崖があり鉄梯子がかけられている。石柱、石筍、フローストーンの発達をみるが、鍾乳石の多くは盗掘により破損被害を受けている。洞口から9 mと70 m時点で東南部に延びる支洞があり比較的二次生成物の保存が良好である。七折鍾乳洞の際だった特徴として非常に珍しい菊花状方解石を一部洞壁に認める。

## 見学
日之影町教育委員会に入洞許可申請書を提出し許可を得る必要がある。

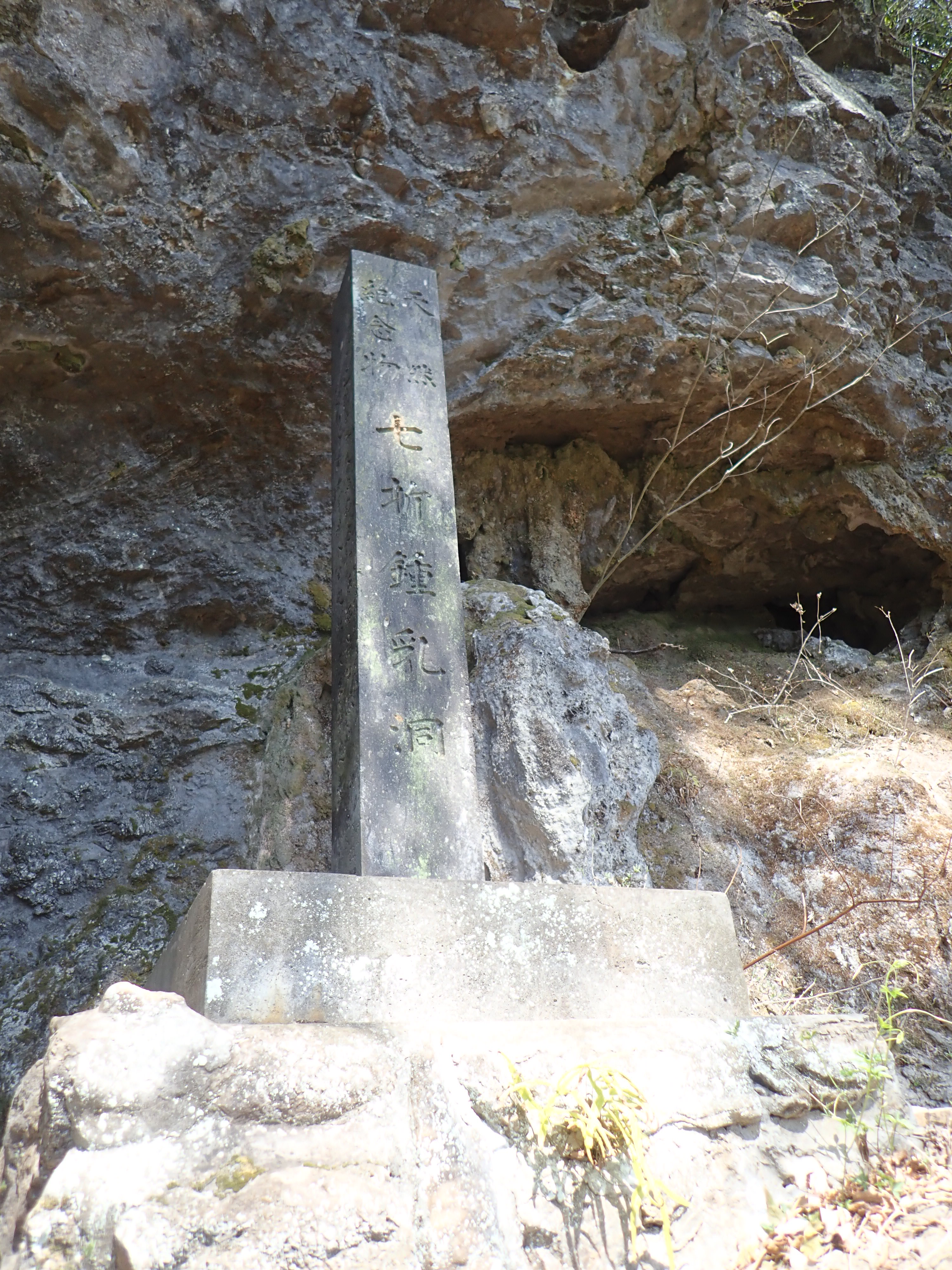
石碑
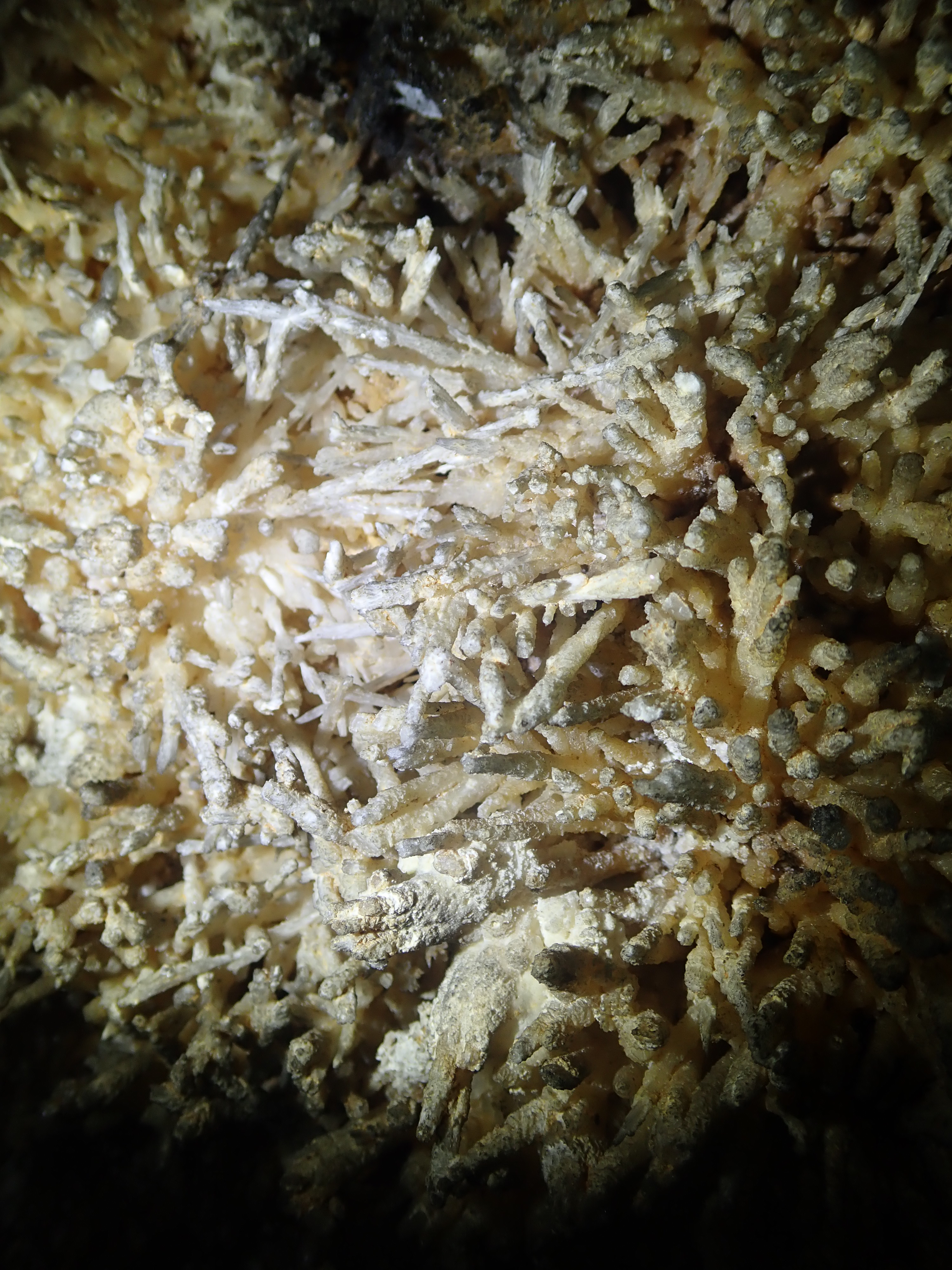
菊花状方解石。

## 住所
宮崎県西臼杵郡日之影町大字七折徳富